# 恩納河

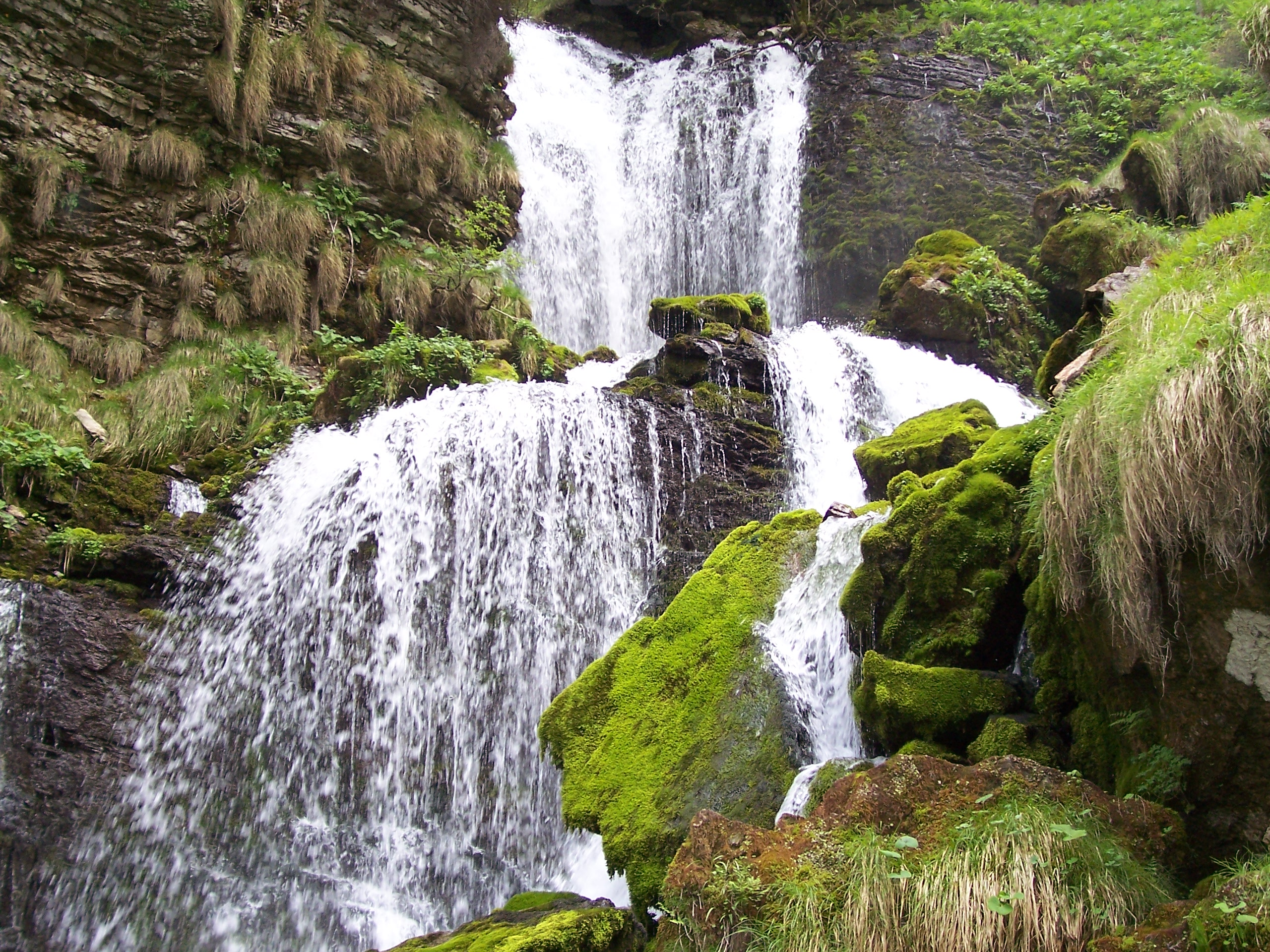

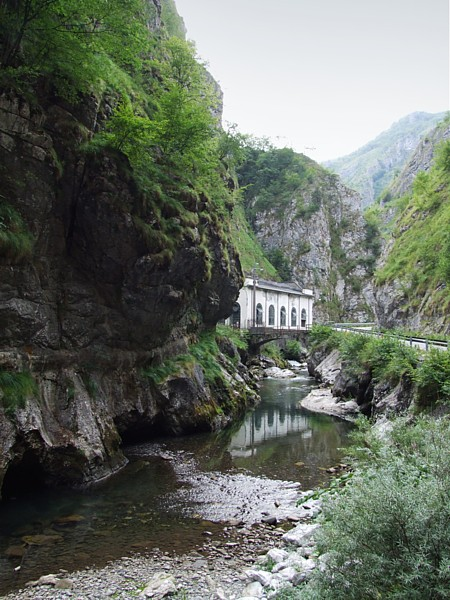

恩納河是意大利的河流，位於該國北部倫巴底大區，河道全長13公里，發源自莫爾泰羅內附近，流經塔萊焦，最終在聖焦萬尼比亞恩科注入布倫博河。